# Вараич, Жарко
Жарко Вараич (сербохорв. Žarko Varajić; 26 декабря 1951, Никшич, СФРЮ — 23 июня 2019, Белград, Сербия) — югославский баскетболист (лёгкий форвард) и спортивный функционер. Чемпион Европы 1977 года, серебряный призёр Олимпийских игр 1976 года и бронзовый призёр чемпионата Европы 1979 года в составе сборной Югославии, обладатель Кубка европейских чемпионов (1979) в составе клуба «Босна» (Сараево). Рекордсмен финалов Кубка чемпионов и Евролиги по количеству набранных очков за один матч (45). Кавалер ордена Югославского флага и ордена Неманьи I степени.

## Игровая карьера
Вараич, уроженец Никшича в Черногории, начал свою игровую карьеру в местном клубе «Сутьеска», но уже к 18 годам стал игроком клуба «Босна» (Сараево). В этой команде он провёл почти всю свою клубную карьеру, за исключением одного сезона, в котором выступал за «Эль-Айн» (ОАЭ). Он и ещё один уроженец Никшича Вуле Вукалович стали костяком, вокруг которого тренер «Босны» Богдан Таневич начал собирать будущий чемпионский состав — туда вошли Светислав Пешич, Мирза Делибашич, а позже Ратко Радованович.
Одновременно с выступлениями за «Босну» Вараич — быстрый, взрывной, физически мощный форвард, хорошо «читавший» ситуацию на площадке — защищал цвета сборной Югославии, за которую в общей сложности провёл 126 матчей. За это время он стал со сборной двукратным победителем Балканских игр и чемпионом Средиземноморских игр 1975 года, а также завоевал ряд наград на высшем международном уровне — серебро Олимпийских игр в Монреале, золото чемпионата Европы 1977 года и бронзу чемпионата Европы 1979 года. Вараич завершил выступления за сборную в возрасте 28 лет, когда селекционеры начали подыскивать молодую замену ведущему игроку команды на той же позиции Дражену Далипагичу; однако эти поиски далеко не сразу увенчались успехом, и до появления в сборной Жарко Паспаля и Тони Кукоча прошло около десятилетия.
На клубном уровне Вараич также добился значительных успехов. В составе «Босны» он стал трёхкратным чемпионом и двукратным обладателем Кубка Югославии. В год первого чемпионства, в 1978 году, сараевская команда пробилась в финал Кубка Корача, где уступила белградскому «Партизану» в третью дополнительную пятиминутку. На следующий год «Босна» играла в Кубке европейских чемпионов. Сезон складывался для клуба неровно и включал как разгромные поражения в гостях (от тель-авивского «Маккаби» и «Варезе»), так и победы — в том числе в гостях над испанским «Ховентутом» и дома над «Маккаби». В домашней игре против израильского клуба Вараич играл последние 24 минуты и набрал 41 очко. Югославская команда дошла до финала, где снова встретилась с «Варезе». В этом матче Вараич набрал 45 очков, а Делибашич — 30, и «Босна» первой из команд Югославии стала обладателем Кубка чемпионов. Впоследствии этот титул завоёвывали «Цибона» (в 1985 и 1986 годах), «Югопластика» (в 1989—1991 годах) и «Партизан» (в 1992 году). 45 очков, набранных Вараичем в финальном матче Кубка чемпионов, оставались непобитым рекордом этого соревнования и сменившей его Евролиги и 40 лет спустя.

## Статистика выступлений за сборную Югославии
| ОИ 1976                                                                                 | 1 | 1 | 1/1 | 100 | 1/1 | 100 |  |  | 0/2   | 0    | 0 | 0 | 0 | 0 | 0 | 0 | 0 | 1 | 2  | 2,0 |
| ЧЕ 1977                                                                                 | 4 |   |     |     |     |     |  |  | 6/9   | 66,7 |   |   |   |   |   |   |   | 5 | 20 | 5,0 |
| ЧЕ 1979                                                                                 | 6 |   |     |     |     |     |  |  | 14/23 | 60,9 |   |   |   |   |   |   |   | 9 | 46 | 7,7 |
| Наведите курсор мыши на аббревиатуры в заголовке таблицы, чтобы прочесть их расшифровку |   |   |     |     |     |     |  |  |       |      |   |   |   |   |   |   |   |   |    |     |

## Дальнейшая карьера
В конце игровой карьеры и после её завершения Вараич занимал важные посты как спортивный функционер социалистической Югославии. Он был заместителем федерального министра спорта, входил в организационный комитет зимней Олимпиады 1984 года в Сараево, а с 1987 по 1992 год был председателем Экспертного совета Федерации баскетбола Югославии.
В 1992 году, когда в Боснии началась гражданская война, Вараич переехал из Сараева в Белград и продолжал работать в спортивных органах Союзной Югославии, а затем Сербии. Он возглавлял программный комитет НОК Югославии с 1996 по 2000 год и был спортивным директором олимпийской сборной Югославии на Олимпийских играх 2000 года в Сиднее. С 2000 по 2002 год Вараич был спортивным директором мужской баскетбольной сборной Югославии, с 2003 по 2006 год — президентом спортивного союза «Спорт для всей Сербии». Активно участвовал в организации взрослого и юношеского чемпионатов Европы 2005 года в Белграде и юношеского чемпионата мира 2007 года в Нови-Саде. Был директором баскетбольного турнира Европейского юношеского Олимпийского фестиваля 2007 года и баскетбольного турнира Универсиады 2009 года.
В последние годы жизни тяжело болел. Умер в возрасте 67 лет в июне 2019 года. Похоронен на Аллее почётных граждан на Новом кладбище Белграда.

## Титулы и награды
- Чемпион Европы 1977 года
- Двукратный чемпион Балканских игр (1974, 1976)
- Чемпион Средиземноморских игр 1975 года
- Обладатель Кубка европейских чемпионов 1978/79
- Трёхкратный чемпион Югославии (1978, 1980, 1983)
- Двукратный обладатель Кубка Югославии (1978, 1984)
- Кавалер ордена Югославского флага I степени[6]
- Кавалер ордена Неманьи I степени[6]